# 大野城市立平野中学校
大野城市立平野中学校（おおのじょうしりつ ひらのちゅうがっこう）は、福岡県大野城市にある公立中学校。

## 概要
市域南部の山麓に位置し、南に牛頸ダムを湛える牛頸山を仰ぎ、わずか西に牛頸川の流れを湛え、田園風景と森林のうちにあり豊富な自然に囲まれている。生徒にバス通学は認めているが、自転車通学は認めていない。

## 沿革
1980年（昭和55年）4月に大野城市立大利中学校より分離独立して発足。1982年（昭和57年）10月に文部省による地域指定道徳教育協同推進校の指定を受ける。1998年（平成10年）10月には学校保健統計調査において文部大臣賞を受賞した。

## 所在
福岡県大野城市つつじケ丘4丁目1番1号

## 通学区域
- 旭ヶ丘1丁目から2丁目
- 牛頸1丁目から4丁目
- 大字上大利（県道31号以南）
- つつじヶ丘1丁目から6丁目
- 月の浦1丁目から5丁目

- 畑ヶ坂1丁目から2丁目
- 平野台1丁目から4丁目
- 緑ヶ丘1丁目から4丁目
- 南大利1丁目から2丁目
- 南ヶ丘1丁目から7丁目[1]

- 宮野台
- 紫台
- 横峰1丁目から2丁目
- 若草1丁目から4丁目

## 進学前小学校
- 大野城市立大野南小学校
- 大野城市立平野小学校
- 大野城市立月の浦小学校

## 周辺
- 平野神社
  - 今木神などを祀る神社（参照『牛頸平野神社』）。
- 大野城市立平野小学校
  - 約1.1km北に所在。

## 交通
- 最寄の鉄道駅は西日本鉄道（西鉄）天神大牟田線下大利駅またはJR九州鹿児島本線大野城駅。
- 最寄のバス停は西鉄バス二日市『平野中学校』『平野ハイツ入口』『南山手入口』。

## 著名な卒業生
- 勝木隼人（競歩選手）
- 柴田隆一（競泳選手）
- 児玉碧衣（競輪選手）
- 田浦文丸（プロ野球選手）